# Henri Dunantpark

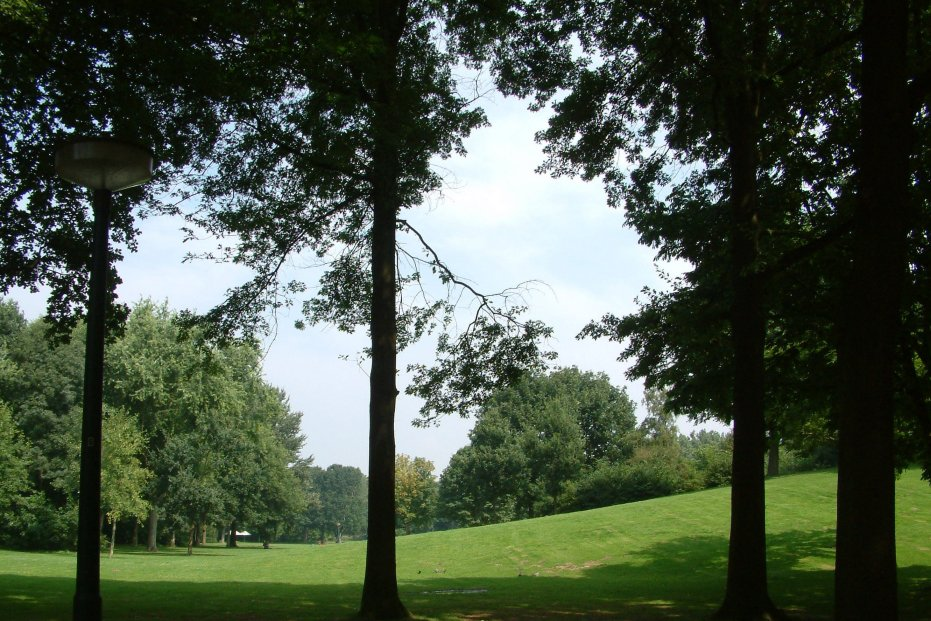
Henri Dunantpark in Eindhoven

Het Henri Dunantpark is een park in het noorden van Eindhoven.
Het park ligt aan de Rode Kruislaan in het stadsdeel Woensel, in de wijk De Tempel. Met de aanleg van dit 22 hectare grote park werd gestart in 1972 en was in hetzelfde jaar gereed. Ontworpen in de jaren 1971-'72 door de hoofdontwerper van de gemeente de heer P. Ramp. Gestreefd werd naar 'een stukje natuur in de stad dat een zekere intimiteit bood en een contrast vormde met de rechtlijnige ordening van de bebouwing dat het park omgeeft'.
In het park bevindt zich in het zuidwesten een grote speeltuin, namelijk De Splinter. Jaarlijks komen er gemiddeld 170.000 bezoekers naar dit speelpark.

## Toekomstige ontwikkelingen
De bedoeling van de gemeente is om het park intensiever te (laten) gebruiken. Op dit moment ligt er een masterplan dat in deelwerkgroepen verder ontwikkeld gaat worden. Het Henri Dunantpark moet een moderne uitstraling krijgen dat aansluit op de behoeften van omwonenden en directbetrokkenen. Maar ook de komst van een Chinees theehuis behoort volgens de burgemeester Rob van Gijzel tot de mogelijkheden. In het kader van het verbinden van alle buurten rondom het Henri Dunantpark wordt er jaarlijks het evenement Wervelend Woensel georganiseerd. Dit is een buurtoverstijgend succesvol initiatief met in 2019 bijna 5000 bezoekers. Wervelend Woensel vindt plaats op de derde zondag in juni.